# Akritochóri
Akritochóri (Akritochori) är en ort i Grekland.   Den ligger i prefekturen Nomós Serrón och regionen Mellersta Makedonien, i den norra delen av landet, 400 km norr om huvudstaden Aten. Akritochóri ligger 114 meter över havet och antalet invånare är 390.
Terrängen runt Akritochóri är varierad. Runt Akritochóri är det ganska glesbefolkat, med 40 invånare per kvadratkilometer. Närmaste större samhälle är Néo Petrítsi, 9,6 km öster om Akritochóri. Trakten runt Akritochóri består till största delen av jordbruksmark.